# برده عشق (مجموعه تلویزیونی)
برده عشق (ارمنی: Սիրո գերին) یک مجموعه تلویزیونی محصول سال ۲۰۱۴ می‌باشد که از شانت تی‌وی پخش شد.

## بازیگران
- سوفیا بوغوسیان
- آشوت در-ماتئوسیان
- مارینکا خاچاتریان
- تیگران مناتساکانیان
- گایانه بالیان
- سیوزان قوندیان
- سواک سانتروسیان
- سیوزان پاپیان
- ماریام آریستاکسیان
- آرمینه هاکوپیان
- شوغر سمباتیان
- کارن گالستیان
- اما مانوکیان
- بن آوتیسیان
- ماریانا گئورکیان
- هایک هوهانیسیان